# Abblendtaste

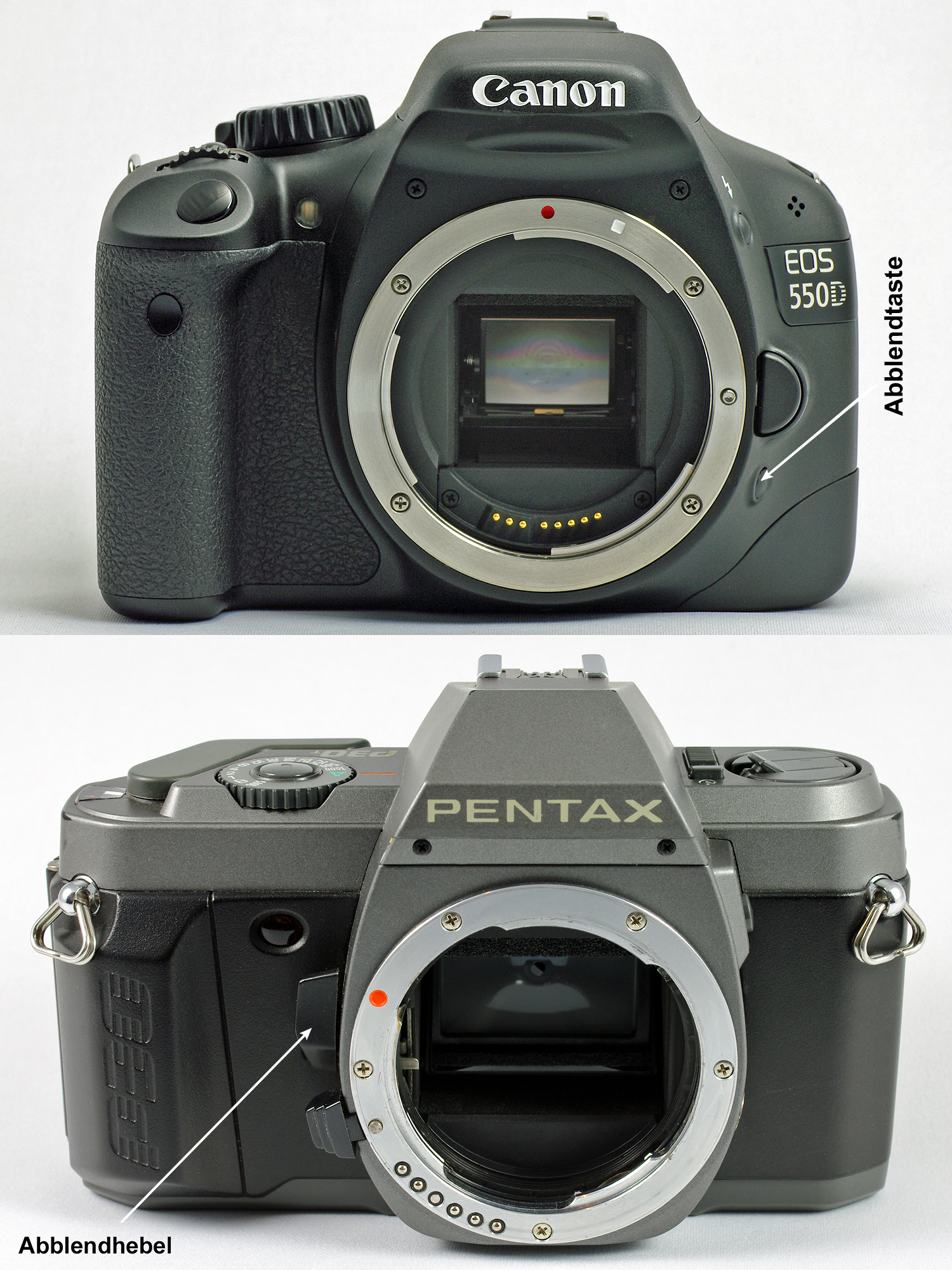
Position der Abblendtaste an einer DSLR Canon EOS 550D bzw. des mechanischen Abblendhebels an einer SLR Pentax P30T

Eine Abblendtaste (auch Abblendhebel) ist ein Bedienelement vieler einäugiger Spiegelreflexkameras. Sie dient zur visuellen Kontrolle des Schärfebereichs (auch Schärfentiefe genannt) vor der Aufnahme und bei einigen Kameras zur Belichtungsmessung bei Arbeitsblende. Modernere Spiegelreflexkameras schließen die Blende am Objektiv nur für die Aufnahme selbst auf den an der Kamera eingestellten Wert („Arbeitsblende“), sonst bleibt die Blende voll geöffnet („Einstellblende“). Dadurch ist das Sucherbild heller und das Fokussieren einfacher. Allerdings entspricht die Schärfentiefe des Sucherbildes nicht derjenigen der Aufnahme. Um dennoch vor der Aufnahme die Schärfentiefe überprüfen zu können, kann mithilfe der Abblendtaste vorübergehend auf die Arbeitsblende umgeschaltet werden. Das Sucherbild wird dunkler und ein vorher als unscharf wahrgenommener Bereich vor und hinter dem fokussierten Objekt erkennbar.